# Benedictine University
La Benedictine University è un'università privata di indirizzo cattolico con sede a Lisle, nello stato americano dell'Illinois.
Il Saint Procopius College fu fondato nel 1887 dai monaci benedettini della congregazione americana cassinese della Saint Procopius Abbey. Prese il nome di Illinois Benedictine College nel 1971 e di Benedictine University nel 1996.